# 五點 (特拉華州)
五點（英語：Five Points）是位於美國特拉華州蘇塞克斯縣的一個非建制地區。該地的面積和人口皆未知。

## 地理
五點的座標為38°44′55″N 75°10′24″W / 38.74861°N 75.17333°W，而該地的平均海拔高度為8米（即26英尺）。